# Allez Olla Olé
„Allez Olla Olé” (în franceză Haideți, Olla, Olé) este un cântec interpretat de Jessy Matador, care a reprezentat Franța la Concursul Muzical Eurovision 2010. A fost selectat intern și anunțat pe 24 februarie 2010. Cântecul a fost folosit de televiziunea franceză, France Télévisions, ca șlagăr al verii anului 2010 și a avut un rol în promovarea Campionatului Mondial de Fotbal FIFA 2010. Titlul melodiei este o aluzie la albumul Music of the World Cup: Allez! Ola! Ole!, lansat în 1998 pentru a promova campionatul din acel an, găzduit de Franța.